# Кайинди (Аркалицька міська адміністрація)
Кайинди́ (каз. Қайыңды) — село у складі Аркалицької міської адміністрації Костанайської області Казахстану. Адміністративний центр Кайиндинського сільського округу.
У радянські часи село називалось Шилі.
Населення — 274 особи (2021; 496 у 2009, 954 у 1999, 1595 у 1989).